# Slowakische Badminton-Mannschaftsmeisterschaft 2005
|19

## Endstand
| Platz | Team                   | Spiele | G U V  | Spielpunkte | Punkte |
| ----- | ---------------------- | ------ | ------ | ----------- | ------ |
| 1     | BC Prešov              | 10     | 10 0 0 | 58:22       | 20     |
| 2     | BK ATU Košice          | 10     | 5 3 2  | 51:29       | 13     |
| 3     | CEVA Trenčín A         | 10     | 5 3 2  | 46:34       | 13     |
| 4     | TJ Lokomotíva Košice A | 10     | 2 2 6  | 33:46       | 6      |
|       |                        |        |        |             |        |
| 5     | Spoje Bratislava       | 10     | 5 1 4  | 44:36       | 11     |
| 6     | BK MI Trenčín          | 10     | 4 2 4  | 41:39       | 10     |
| 7     | BENNI Nitra            | 10     | 2 2 6  | 32:48       | 6      |
| 8     | TJ Lokomotíva Košice B | 10     | 0 1 9  | 14:66       | 1      |